# Эпиглоттальные согласные

12 - эпиглоттальные

Эпиглоттальные согласные — согласные, артикулирование которых производится черпалонадгортанными складками (см. гортань) и надгортанником.

## Эпиглоттальные согласные в международном фонетическом алфавите
| МФА | Описание                                         | Пример         | Пример     | Пример  | Пример    |
| --- | ------------------------------------------------ | -------------- | ---------- | ------- | --------- |
| МФА | Описание                                         | Язык           | Орфография | МФА     | Значение  |
|     | Глухой эпиглоттальный взрывной                   | Агульский язык | яI         | jaʡ     | центр     |
|     | Звонкий эпиглоттальный фрикатив или аппроксимант | Арабский язык  | تَعَشَّى       | tɑʢɑʃ:æ | ужинать   |
|     | Глухой эпиглоттальный фрикатив                   | Агульский язык | мехI       | mɛʜ     | сыворотка |
|     | Эпиглоттальный дрожащий согласный                | Амисский язык  | ’enem      | яə̆nə̆m   | пол       |

- Звонкий эпиглоттальный взрывной, вероятно, не существует. Когда эпиглоттальный взрывной озвончается в интервокальной позиции, например, в языке дахало, он превращается в одноударный.
- Хотя звонкий эпиглоттальный спирант традиционно помещают в ряд фрикативных согласных, он является аппроксимантом. Символ МФА неоднозначен, но ни в одном языке мира нет ярко выраженных фрикатива и аппроксиманта в этой позиции. Иногда для указания вида звука используется нижний диакритический знак: ⟨ʢ̞⟩.
- Эпиглоттальный дрожащий согласный встречается довольно часто (для эпиглоттального звука), но в МФА нет символов для его обозначения, хотя в литературе встречается вариант ⟨ᴙ⟩.

## Характеристики
Эпиглоттальные звуки отсутствуют во многих языках, хотя частично это может быть объяснено трудностью обнаружения эпиглоттальных звуков лингвистами, говорящими на европейских языках. Вероятно, что фарингальные согласные во многих языках являются фактически эпиглоттальными.. Так, изначально в дахало эпиглоттальные были приняты за фарингальные. Глухой эпиглоттальный фрикатив обнаружен на севере Калифорнии в языке ачумави, в салишских и вакашских языках Британской Колумбии; в частности, «фарингальные трели» в языке северный хайда в действительности являются эпиглоттальными). Эпиглоттальные также существуют и в других языковых семьях, частично в северо-восточных кавказских языках, таких как чеченский язык. Несмотря на это, эпиглоттальные согласные являются фонематически контрастивными с фарингальными только в диалекте рича агульского языка, одного из лезгинских языков Дагестана: /ħaw/ «вымя» vs. /ʜatʃ/ «яблоко»; /ʕan/ «живот» vs. /ʢakʷ/ «свет».